# 461 Saskia
461 Saskia eller 1900 FP är en asteroid i huvudbältet, som upptäcktes 22 oktober 1900 av den tyske astronomen Max Wolf i Heidelberg. Den har fått sitt namn efter Rembrandt´s hustru Saskia Uylenburgh.
Asteroiden har en diameter på ungefär 43 kilometer och den tillhör asteroidgruppen Themis.